# Беркут (Тюменская область)
Беркут — село Ялуторовского района Тюменской области России. Административный центр Беркутского сельского поселения.
Село находится на берегу озера Беркут.
Основано во второй половине XIX века, точная дата возникновения села не известна, в 1870 году по записям уже существовало 10 дворов.

## Население
| 2010 | 2014  |
| ---- | ----- |
| 982  | ↗1156 |

## Инфраструктура
- ФАП
- школа[4]
- дом культуры[5]
- спорткомплекс

## Транспорт
На окраине проходит автодорога регионального значения Р-402.